# Прямая линия (фильм)
«Прямая линия» — фильм-драма режиссёра Юрия Швырёва по дебютной одноимённой повести Владимира Маканина. Киностудия им. М. Горького, 1967 год.

## Сюжет
Середина 1960-х годов, СССР. Математик Владимир Белов (Нахапетов), молодой человек 23 лет, работает в одном из секретных НИИ Оборонного ведомства СССР. Институт возглавляет крупный учёный Неслезкин, потерявший в Великую Отечественную войну всю семью. Группа, где работает Белов, успешно завершает работу над одним из новых видов оружия. При проведении его испытаний на полигоне гибнут двое военнослужащих. Одна из коллег — Валентина Антоновна Зорич, винит в произошедшем просчёты Белова. Хотя большинство сотрудников не разделяет эту точку зрения, его терзают угрызения совести. Владимира командируют на полигон, чтобы он на месте разобрался в случившемся. Руководитель объекта (Ефремов) пытается успокоить Белова тем, что личная халатность погибших солдат доказана — они закурили в запрещённом месте.

## В ролях
- Родион Нахапетов — Владимир Белов
- Эльза Леждей — Эмма, любимая женщина Белова
- Евгений Лебедев — Михаил Михайлович Неслезкин
- Софья Пилявская — Валентина Антоновна Зорич
- Любовь Соколова — Худякова, сотрудница НИИ
- Олег Ефремов — полковник, руководитель полигона

## Отзывы
Согласно статье в Энциклопедии отечественного кино (под редакцией Л. Аркус) режиссёр Юрий Швырёв заимствовал детскую и юношескую судьбу Владимира Белова у исполнителя его роли — Родиона Нахапетова: тяготы войны и послевоенных лет, гибель отца. Подтверждают это и эпизоды воспоминаний о матери, где использованы настоящие фотографии из детства актёра. Автор статьи проводит сравнение с другой работой артиста:

Нахапетов упорно — из фильма в фильм — ведёт свою тему нравственного максимализма, строя на ней образ, подчас виртуозно заполняя сценарные абстракции самим собой, собственной духовной жизнью. Математик Володя Белов, совершивший роковую ошибку в расчётах, стоившую жизни двоим на ракетном полигоне, и взрывник Родин из фильма «Влюблённые» — разные во многих отношениях люди. Первый ещё на стадии романтической лихорадки чувств <…> второй — сложившийся человек, не знающий сомнений, многое переживший. И всё-таки внимательный глаз усмотрит в Родине черты Володи Белова с его юношеской рефлексией.